# Ermita-Santuario de Nuestra Señora de los Santos
El santuario de Nuestra Señora de los Santos se encuentra situado a unos escasos cinco kilómetros del casco urbano de Alcalá de los Gazules (Cádiz). La devoción a esta Virgen data de la Batalla del Salado

## Historia y descripción
El santuario hay que situarlo en relación con la batalla Pagana de 1339, siglo XIV. Cuenta la leyenda que unos soldados que acamparon en dicho lugar, contemplaron un crucifijo colgado de un olivo y es ahí donde se levanta la Cruz del Humilladero convirtiéndose en un lugar de peregrinación. Junto a una cruz se puso el lema “Sanctus, Sanctus, Sanctus” origen de la advocación de la Virgen que se colocó en la ermita primitiva.
El santuario puede ser del siglo XIV, aunque a partir de entonces ha sido sucesivamente reformado y ampliado. Si bien la estructura actual es del siglo XVIII.
La arquitectura del templo es sencilla y en su interior se encuentra enclavado un patio que sobresale por una combinación extraña y atractiva de colores. En torno al patio, se encuentran varios cuartos en dos plantas, que originalmente fueron utilizados desde mediados del siglo XIX como hospedería y que en la actualidad son subastados cada año para su uso y disfrute durante el día de la festividad de la Patrona (12 de septiembre), el día de la romería que se celebra en el olivar adyacente al santuario el domingo más cercano al día 12) celebrando su onomástica y la octava (domingo posterior) donde se presentan ante la Virgen los/as niños/as recién nacidos/as del año.
La pequeña capilla, de una sola nave, está presolidida por el camarín, habitación donde se encuentra Nuestra Señora de los Santos de estilo isabelino del siglo XIX .El camarín fue realizado por el maestro albañil Pedro José Iglesias, según carta notarial de 24 de octubre de 1769. Es de planta octogonal con cúpula de media naranja y  decorado de madera pintado de colores y espejos, rematada por un rompimiento de cielo sobre el que se cuelga la paloma divina.
El templo incorpora elementos de la Iglesia de la Soledad, desaparecida en 1911
La imagen de la Virgen se encuentra situada sobre unas andas de plata y fue coronada en 1994.
Nuestra Señora de los Santos posee varios mantos regalado por sus devotos, destacando uno de color celeste bordado a mano cedido por las hermanas del Beaterio. Cabe destacar su rostrillo, joya de oro y pedrería de origen francés de un valor incalculable.  La Virgen sólo tiene elaborado el busto y las manos, articulados a un armazón de madera de encina y hierro (candelero).
La imagen de la Virgen tiene origen desconocido. La talla de la Patrona existía ya en 1507 y aunque hoy es de candelero, originalmente presentaba talla completa sedente. En 2013 ha sido restaurada por Ricardo Llamas León. 
El templete de plata donde se alberga fue realizado en 1675, aunque debe su forma actual al joyero cordobés Rafael González Ripoll, quien las rehízo en 1896 tras el destrozo sufrido en un robo ocurrido en 1894. Cuenta leyenda que las manos del ladrón se encuentran señaladas en una de las entradas a la ermita.

## Colección de exvotos
Las paredes del santuario también están cubiertas de la mayor colección de exvotos pictóricos de Andalucía, que testimonian el agradecimiento de los fieles a Nuestra Señora de los Santos. Esta pinacoteca ha sido recientemente restaurada y recoge cuadros desde el año 1758 incrementándose permanentemente